# Obana
Obana is een geslacht van vlinders van de familie Uilen (Noctuidae), uit de onderfamilie Hadeninae.

## Soorten
- O. acidalia Berio, 1959
- O. albocostata Berio, 1959
- O. apicalis Berio, 1959
- O. indecisa Walker, 1864
- O. nigrapicata Berio, 1959
- O. plagiostola Hampson, 1896
- O. pseudovinosa Berio, 1959
- O. punctulata Berio, 1959
- O. solomonensis Warren, 1913
- O. vagipennata Walker, 1862
- O. vinosa Berio, 1959